# 7,65 × 21 mm Parabellum

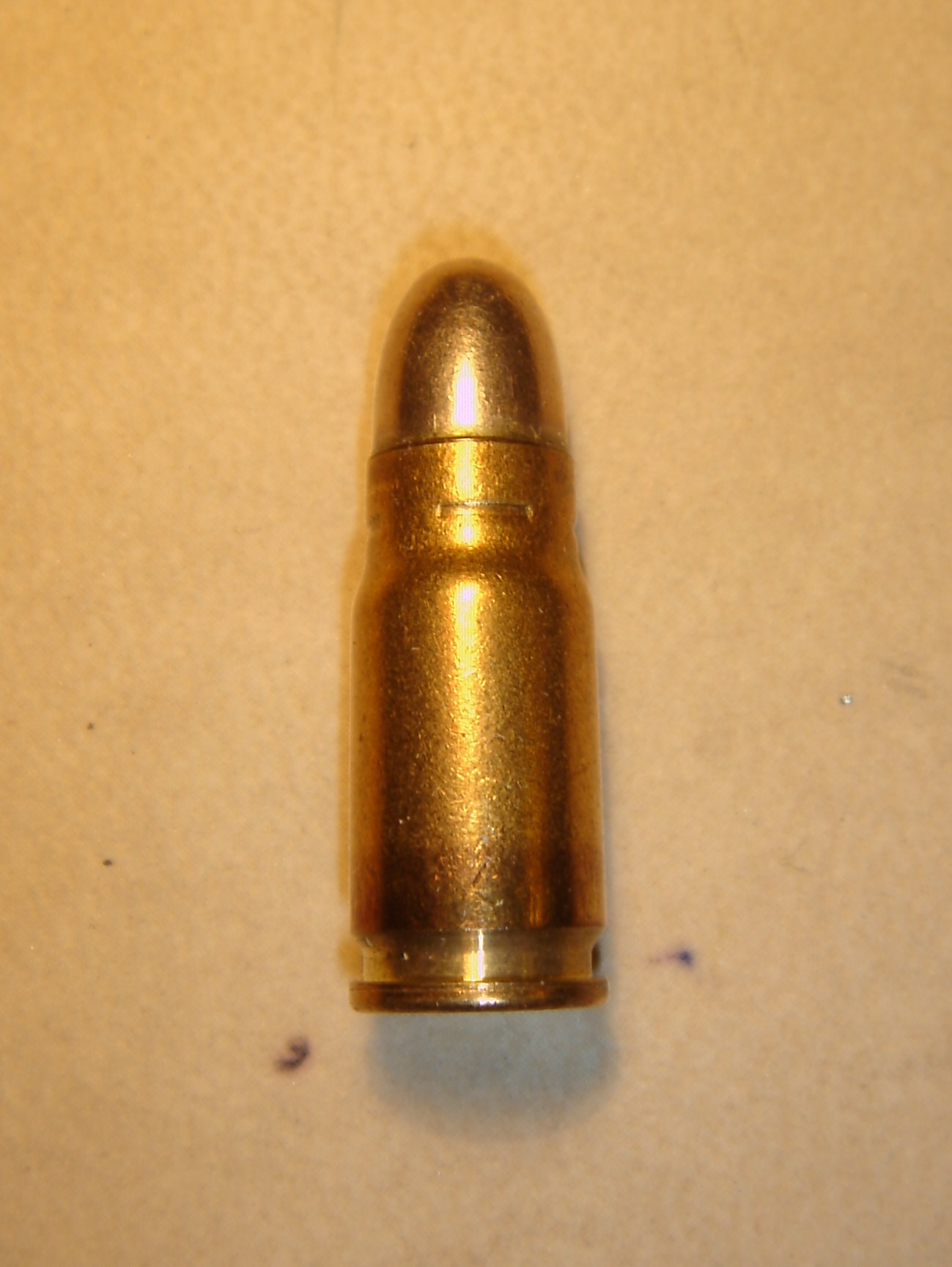
7.65mm Parabellum (Thun, 1973)

Náboj 7.65 x 21 mm Parabellum (označovaný také jako 7,65 Parabellum podle C.I.P. a také známý jako .30 Luger nebo 7.65 mm Luger) je pistolový náboj který byl uveden na trh v roce 1898 německým výrobcem zbraní, firmou Deutsche Waffen und Munitionsfabriken (DWM) pro jejich novou pistoli Luger P.08. Hlavními konstruktéry byli Georg Luger a Hugo Borchardt, kteří vyvinuli náboj z předchozího 7,65 × 25 mm Borchardt během jejich práce v DWM.

## Vývoj
V roce 1897 byla předána k testování Švýcarské vojenské zkušební komisi pistole Borchardt C-93. Komise shledala pistoli Borchardt příliš těžkou a neskladnou jako služební záložní zbraň. Georg Luger byl pověřen firmou DWM vylepšením pistole Borchardt. Vyvinul náboj 7,65 x 21 mm Parabellum odvozený od náboje 7,65 × 25 mm Borchardt. Zkrácením nábojnice Luger byl schopen zúžit rukojeť pistole. Přechodový model Borchardt-Luger v nové ráži byl předán k testům švýcarské komisi v roce 1898. Po dalších vylepšeních se konečný výsledek stal ve firmě DWM pistolí Parabellum ("Luger P.08"). Náplň pro novou nábojnici byla standardizována a sériová výroba začala v letech 1900–1901 v továrně DWM v Karlsruhe.
Okolo roku 1903 byla vyvinuta ještě varianta pro Parabellum karabiny, navýšením prachové náplně přibližně o 20 % (ze standardních 0.32–0.35 gr na 0.4 gr) a očerněním nábojnice. Výroba této varianty byla ukončena po první světové válce.

## Historie a použití

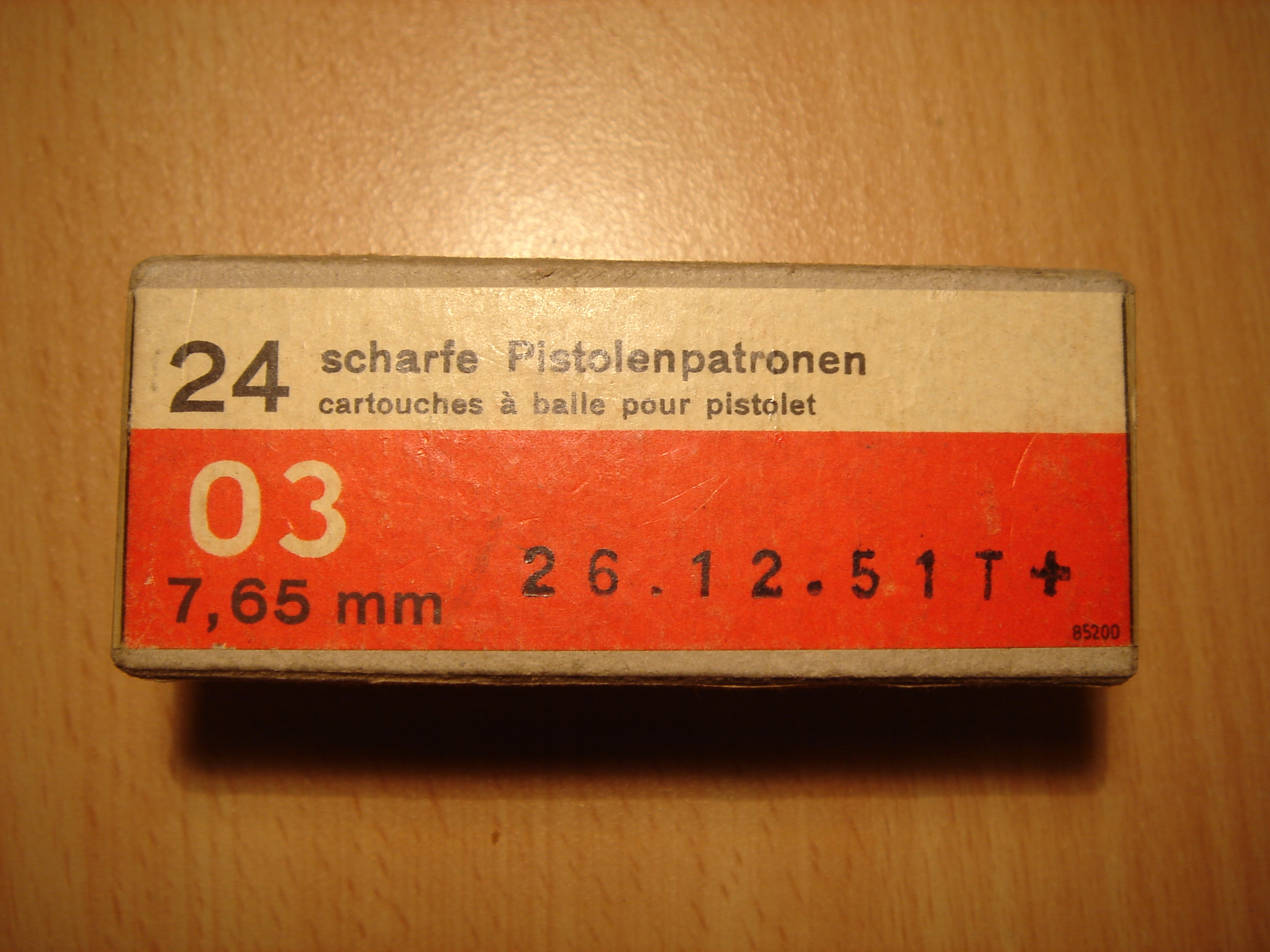
Poslední dávka nábojů 7,65 x 21 mm Parabellum švýcarské armády

Od uvedení byla munice 7,65 x 21 mm Parabellum vyráběna v několika zemích (Německo, Švýcarsko, Finsko, Francie, Portugalsko, Spojené království a Spojené státy) jak pro domácí použití, tak pro vývoz.
Se zavedením pistole Luger P.08 v roce 1900 se náboj 7.65 mm Luger stal standardním pistolovým nábojem Švýcarské armády do 40. let 20. století. Pozdější záložní zbraň Švýcarské armády SIG P210 byla také komorována pro tuto ráži, ale pouze pro civilní použití. Model P210 používaný Švýcarskou armádou byl komorován pro 9 x 19 mm Parabellum.
Náboj 7,65 x 21 mm Parabellum byl nahrazen v Německé armádě nábojem 9 x 19 mm Parabellum. Toho se dosáhlo jednoduchým rozšířením zúžení nábojnice 7,65 x 21 mm Parabellum, aby pojmula střelu s průměrem 9 mm. Díky téměř identickým rozměrům nábojnic, může být většina pistolí 7.65 mm Parabellum konvertována na 9 mm Parabellum a obráceně, pouze výměnou hlavně.
Pistole Luger pistol v ráži 7,65 mm byla přijata Finskou armádou v roce 1923 s označením Parabellum Pistooli 23, zkráceně m/23. Bylo dodáno okolo 8000 pistolí, ale pouze pár jich přežilo válku. Mnoho z těchto pistolí bylo konvertována na ráži 9 mm a omezené množství zůstalo ve skladech až do roku 1980 pro vyzbrojení personálu, který se přímo neúčastní bojů.
Vedle pistolí Luger P.08 Parabellum a SIG P210 bylo několik dalších ručních zbraní vyráběno v této ráži, většinou pro komerční prodej v zemích, které omezují civilní použití soudobých vojenských ráží jako 9 mm Parabellum. Například Astra A-80, B80, Beretta M952, Beretta 92, Browning Hi-Power, Mamba Pistol, některé varianty Ruger P a SIG Sauer P220.
Také několik samopalů bylo vyrobeno v této ráži. Například SIG Bergmann 1920 (licencovaná švýcarská verze Bergmann MP-18/1), Flieger-Doppelpistole 1919, M/Neuhausen MKMS, rakouský MP 34 a Suomi M-26.
Jméno Parabellum je odvozeno od latinské fráze si vis pacem, para bellum — "Hledáš-li mír, připrav se na válku."

## Rozměry
Nábojnice 7.65 x 21 mm Parabellum má objem 0,93 ml (14.3 gr).
Maximální rozměry náboje 7.65 x 21 mm Parabellum podle C.I.P.

## Synonyma názvu
- 7.65 x 22 mm Parabellum
- .30 Luger
- 7.65 mm Luger
- 7.65 x 21 mm
- 7.65 x 21 mm Luger
- 7.65 mm Parabellum
- 7.65 mm Para